# 2001 QW322

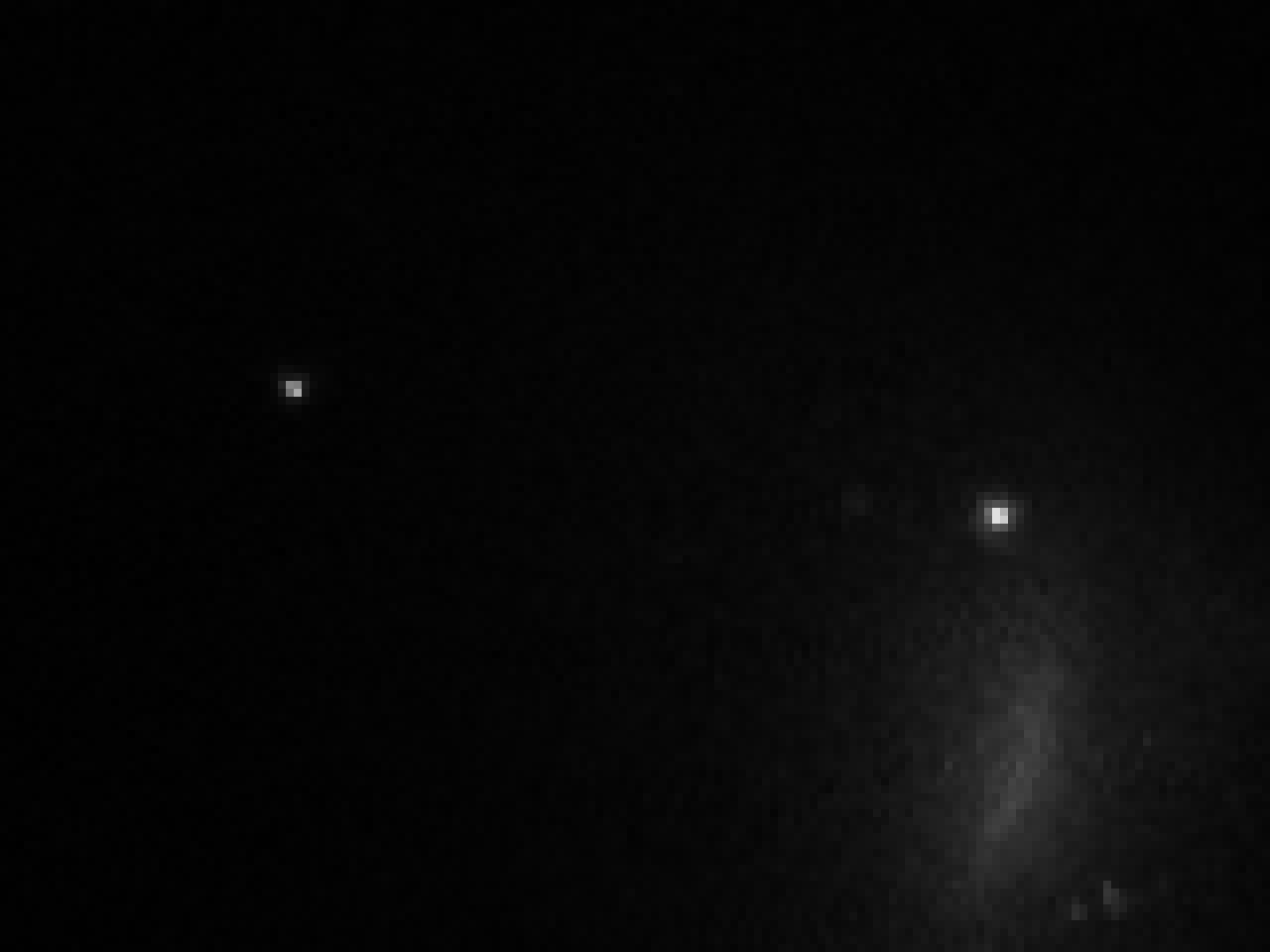
허블 우주 망원경이 촬영한 2001 QW322의 이중 소행성의 사진.

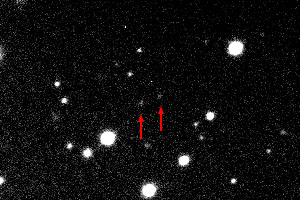

2001 QW322는 태양계의 바깥쪽에 위치한 카이퍼 벨트 이중 소행성 천체이다. 2001년 7월 27일 마우나케아 천문대에서 발견되었다. 2001년 후반에 이 천체는 바이너리 시스템라는 것이라는 걸 발견했다. 두 구성 요소의 지름은 약 128km와 126km으로 추정된다.
2008년에는 두 천체가 비정상적으로 공전 (17일)하고 있다는 연구 결과가 발표되었다. 궤도 반경도 현저하게 높으며, 이심률 또한 비정상적으로 낮다.
넓은 간격과 낮은 편심률로 인해 시스템이 중단되기 쉽고, 수명은 약 10억년으로 추정된다.